# Liste der Gedenktafeln am Leopoldsberg
Die Liste enthält die Gedenktafeln und -steine am und nächst dem Leopoldsberg in Wien, Österreich. Sie beschränkt sich auf die Erfassung der Objekte im öffentlichen Raum.
Die meisten Objekte konzentrieren sich am historisch bedeutsamen „Burgareal“ (Bergplateau).
| Person / Ereignis                            | Bild | Standort | Errichtung | Weitere Informationen |
| -------------------------------------------- | ---- | --- | ---------- | --- |
| Markgraf Leopold (Hl. Leopold)               |      | Burgmauer: außen, westseitig Koord.                                                                                     |            | * Text von Vinzenz Oskar Ludwig |
| Zweite Wiener Türkenbelagerung               |      | Burgmauer: außen, westseitig Koord.                                                                                     | 1983       | |
| Elisabeth von Österreich-Ungarn              |      | Leopoldsbergkirche: außen, nordseitig Koord.                                                                            | 1904       | * Errichtet vom Verein der Lehrerinnen in Korneuburg * Inschrift: „Weiland Ihre Majestät die Kaiserin und Königin Elisabeth hat im Mai des Jahres 1896 von diesem Platze aus weite Umschau gehalten.“ |
| Anton Wildgans                               |      | Burgmauerportal-Durchgang, linksseitig Koord.                                                                           | 1958       | * Inschrift: „In memoriam Anton Wildgans, Herold österreichischer Sendung, der dem Leopoldsberg im Triptychon “Heiliger Herbst” ein Denkmal schuf.“ |
| Heimkehrer-Gedächtnismal                     |      | Burgmauer: innen, südseitig Koord.                                                                                      | 1983       | * Errichtet vom Heimkehrerverband Österreichs * Inschrift: „An die mehr als 200.000 Kriegsgefangenen und Verschleppten, die in fremder Erde ruhen. In letzten Grosstransporten 1953 und 1955 kamen Kriegsgefangene und Verschleppte aus dem Osten nach Österreich zurück. Die dem Schicksal dankbaren Heimgekehrten.“ |
| Friedrich Ludwig Jahn                        |      | Burgmauer: außen, südwestseitig Koord.                                                                                  | 1928       | * Relief-Gedenktafel von dem Bildhauer Georg Leisek * Inschrift: „Dem Turnvater zum 150. Geburtstag – Der vierte Wiener Turnbezirk.“ |
| Leopold Pröll                                |      | Nasenweg: zweite Kehre Koord.                                                                                           | 1926       | * Errichtet vom Österreichischen Touristenklub, Sektion Klosterneuburg * Gedenktafel für den Kahlenbergerdorfer Baumeister Leopold Pröll an der zweiten Kehre (Leopold-Pröll-Ruhe). |
| Schlacht am Kahlenberg (Hl. Messe)           |      | Leopoldsbergkirche: außen, westseitig Koord.                                                                            |            | * Inschrift: „Mit dem auf dieser Bergeshöhe am 12. IX. 1683 durch Pater Marco d’Aviano dargebrachten hl. Messopfer begann der Entsatz Wiens und hiermit die Rettung abendländischer christlicher Kultur.“ |
| Schlacht am Kahlenberg (Ukrainische Kosaken) |      | Leopoldsbergkirche: außen, westseitig Koord.                                                                            | 1983       | * Errichtet von den ukrainischen Veteranen im Ausland * Inschrift: „Zum Gedächtnis der beim Entsatz von Wien im Jahr 1683 gefallenen ukrainischen Kosaken.“ |
| Schlacht am Kahlenberg (Ukrainische Kosaken) |      | Neben dem Parkplatz am Leopoldsberg am Weg zur Burg Koord.                                                              | 2013       | * Inschrift: „Gewidmet den ukrainischen Kosaken – den Mitbefreiern Wiens 1683“ |
| Zwischen Leopoldsberg und Kahlenberg         |      | |            | |
| Flugzeugabsturz                              |      | Nächst der Wiener Höhenstraße an der Gemeindegrenze Wien-Klosterneuburg zwischen dem Leopoldsberg und Kahlenberg Koord. | 1956       | * Gedenkstein für die Opfer des Flugzeugabsturzes am 10. Oktober 1955 an dieser Stelle. * Gewidmet vom Österreichischen Touristenklub |
| Bau der Klosterneuburger Höhenstraße         |      | Talseitig vor der ersten „Waldkehre“ Koord.                                                                             | 1965       | * Ein Gedenkstein anlässlich 25 Jahre Bau der Klosterneuburger Höhenstraße. Errichtet von der Stadtgemeinde Klosterneuburg und dem Klosterneuburger Verschönerungsverein. |